# Wettin
Wettin (pronunciación en alemán: /vɛˈtiːn/ⓘ), actualmente,  es un barrio de la ciudad de Wettin-Löbejün en el distrito de Saale en Sajonia-Anhalt, Alemania. Es conocida la ciudad, especialmente a través de la dinastía de la Casa de Wettin, con marqueses, príncipes-electores y monarcas en Sajonia, Gran Bretaña, Bélgica, Bulgaria y Polonia.

## Lugares de interés
- El ayuntamiento

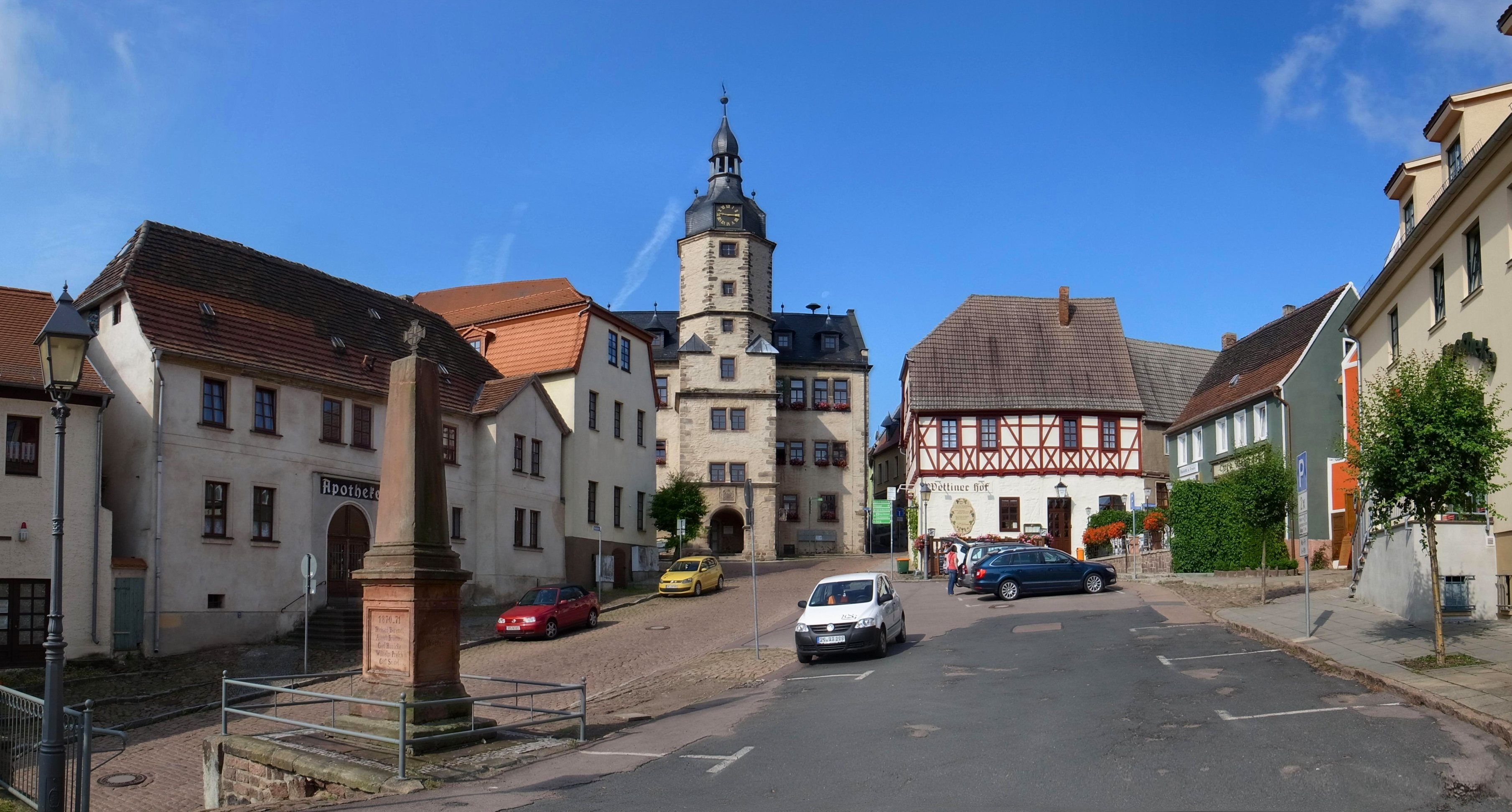
Ayuntamiento en la plaza del Mercado

- La iglesia de San Nicolás, construida en el siglo XII.
- El castillo de Wettin, sede ancestral de la Casa de Wettin.